# フニクレール・デュ・ヴュー＝ケベック

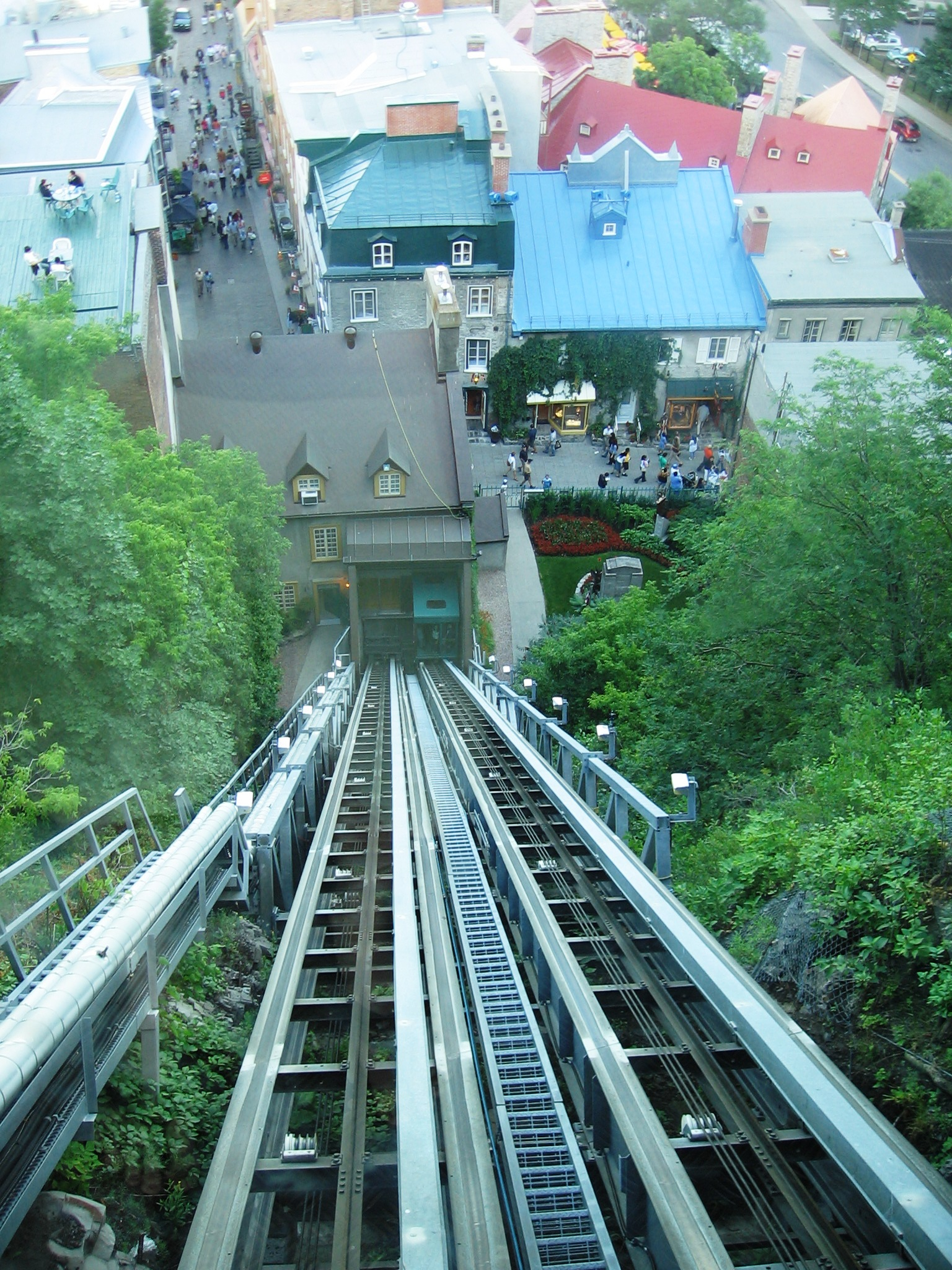
フニクラーからの眺め

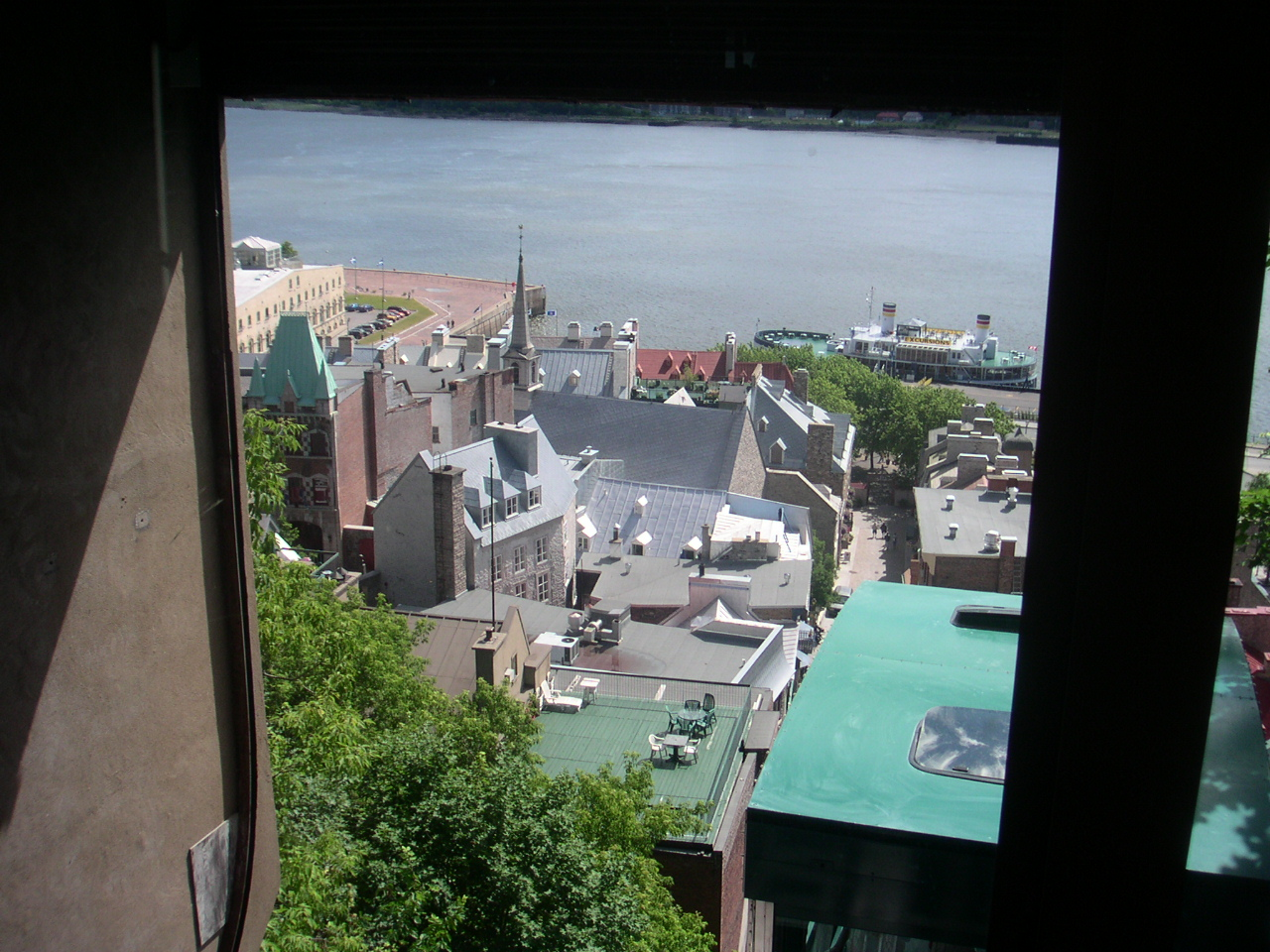
フニクラーからの眺め

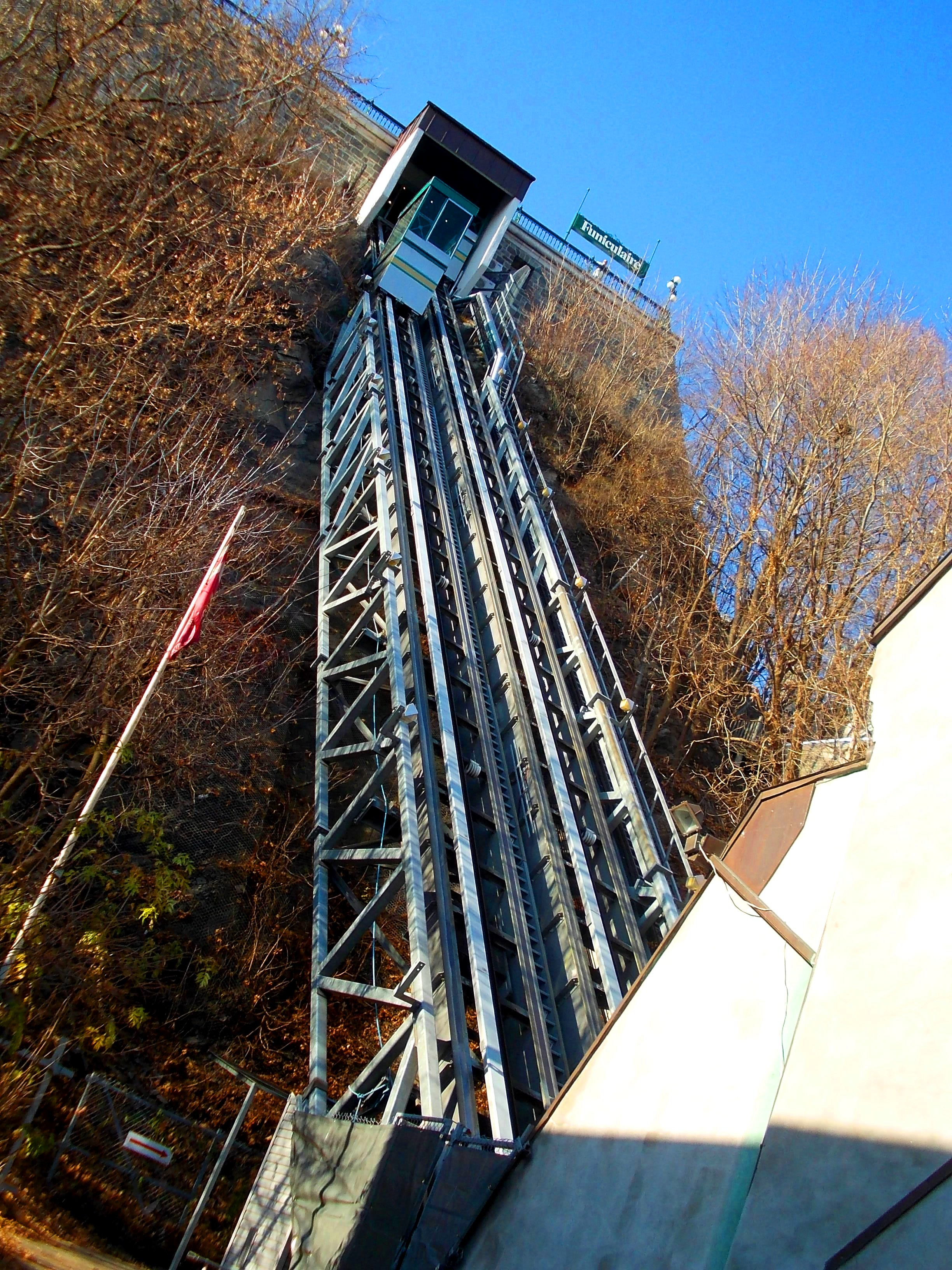
ケベック旧市街フニクラー

フニクレール・デュ・ヴュー＝ケベック（仏: Funiculaire du Vieux-Québec、英: Old Quebec Funicular、ケベック旧市街ケーブルカーの意）は、カナダケベック州ケベック・シティー近隣のケベック旧市街にあるフニクラー鉄道である。
当フニクラーは、オート＝ヴィル (Haute-Ville) （アッパータウン）からバース＝ヴィル (Basse-Ville) （ロウワータウン）へと連絡しており、それには古代のノートルダム・デ・ヴィクトワール (Notre Dame des Victoires) 教会、歴史的なプチ・シャンプラン (Petit Champlain) 地区、港およびミュゼ・ド・ラ・シヴィリザシオン (Musée de la civilisation) （文明博物館）などの場所を含んでいる。
当路線に1回乗車することにより、45度の角度で210フィート移動することができる。
1879年11月17日に当フニクラーが開業しており、当初の推進力には、ドイツ連邦共和国ヘッセン州ヴィースバーデンにあるネロベルクバーン (Nerobergbahn) にて未だに利用されているものと類似した、水バラストシステムを利用していた。
1907年に、当路線が電気式の運行へと転換された。
1945年7月2日に、大火災によりフニクラーの設備が破壊されたため、当フニクラーの再建が必要となり、1946年に完成した。
それ以来の主要な改装として、1978年および1998年に行われている。
2004年には、当フニクラーの運行125周年の祝典が行われた。
1996年10月に、ケーブルがプツンと切れ、かつ下の駅に衝突する前に非常ブレーキで客車を停止させることができなかったために、英国人であるヘレン・トゥームズ (Helen Toombs) が死亡した。
この事故により、1998年まで当フニクラーが閉鎖されている。
当フニクラーの技術諸元は、以下の通り。
- 延長： 64メートル (210 ft)
- 高さ： 59メートル (194 ft)
- 車両数： 2両
- 配置： 複線
- 牽引： 電気式